# 西湾堡乡
西湾堡乡，是中华人民共和国河北省张家口怀安县下辖的一个乡镇级行政单位。

## 行政区划
西湾堡乡下辖以下地区：
西湾堡村、向阳村、南辛庄村、西沙滩村、花山村、董家房村、张家场村、庄科寺村、黄榆沟村、田家庄村、北高崖村、四里房子村、安家沟村、赵家坡村和罗家窑村。

## 交通
- 京包铁路：西湾堡站
- 县道459